# Celebrity Eclipse
Die Celebrity Eclipse ist ein Kreuzfahrtschiff der Reederei Celebrity Cruises. Es wurde auf der Meyer Werft in Papenburg gebaut und im April 2010 fertiggestellt. Es handelt sich um das dritte Schiff der Solstice-Klasse.

## Geschichte
Das Schiff wurde im Juli 2006 mit geplanter Ablieferung im Sommer 2010 bestellt. Die im Februar 2010 ausgedockte Celebrity Eclipse wurde am 11. März 2010 mithilfe des Emssperrwerks über die Ems nach Eemshaven überführt. Hierfür wurde das Emssperrwerk am Morgen des 10. März 2010 geschlossen, um den erforderlichen Wasserstand von einem Meter über dem mittleren Tidehochwasser herzustellen. Gegen 10:00 Uhr des 11. März verließ das Schiff die Werft und erreichte am Abend die Schiffsliegestelle in Oldersum. Nach gut 3-stündiger Wartezeit konnte das Schiff gegen 21:15 Uhr das Emssperrwerk passieren.
Von Eemshaven aus wurden mehrere Test- und Probefahrten mit Meyer-Werft-Mitarbeitern durchgeführt. Die Ablieferung erfolgte am 15. April 2010 im niederländischen Eemshaven.
Das Schiff wurde im März 2010 von der Initiative Deutschland – Land der Ideen als das energieeffizienteste Kreuzfahrtschiff der Welt ausgezeichnet.

## Einzelheiten
Die Celebrity Eclipse ist rund 317 Meter lang, 36,80 Meter breit und hat einen Tiefgang von maximal acht Metern. Das Schiff ist mit 121.878 BRZ vermessen. Von den 17 Decks des Schiffes sind 13 Passagierdecks, die den maximal 3145 Passagieren zur Verfügung stehen. Es sind 1426 Kabinen vorhanden. Die Celebrity Eclipse ist das dritte Schiff der Solstice-Klasse.
Bei ihrem Erstanlauf in Warnemünde am 10. Mai 2010 war sie das bis dahin größte Kreuzfahrtschiff, welches den Ostseehafen besuchte.
Die Celebrity Eclipse ist zwischen Frühjahr und Herbst in Europa ab Southampton unterwegs.
Dabei besucht sie Häfen in der Ostsee, die Fjorde in Norwegen, Island, sowie das Mittelmeer und die Kanaren.
Im Winter bietet sie längere Kreuzfahrten durch die Karibik an.

## Einsatz
Seit ihrer Indienststellung ist Southampton ihr Basishafen während des Sommerhalbjahrs.
Sie ist das einzige Schiff der Solstice-Klasse, das auch im Norden Europas unterwegs ist – so werden Häfen in der Ostsee sowie seit 2012 auch in Norwegen und Island besucht.
Im Herbst werden Mittelmeer und Kanaren besucht, im Winter ist das Schiff in der Karibik unterwegs.

## Antrieb
Der Antrieb der Celebrity Eclipse besteht aus zwei steuerbaren Azipods des Herstellers ABB. Der Energiebedarf wird durch vier Dieselmotoren des Baumusters MAN Diesel & Turbo SE 14V48/60CR gedeckt. Die Höchstgeschwindigkeit liegt bei etwa 24 Knoten.